# Robin des bois, la véritable histoire
Pour plus de détails, voir Fiche technique et Distribution.
Robin des bois, la véritable histoire est une comédie française réalisée par Anthony Marciano, sortie en 2015.
Avec seulement 525 046 entrées (447 copies) pour un budget de plus de 11 millions d'euros, le film est un échec en salles.

## Synopsis
Robin des Bois et frère Tuck sont deux escrocs minables qui volent les pauvres, les femmes, les vieilles, les aveugles et les handicapés. Mais ils ont un rêve : posséder leur propre maison close, et racheter le « Pussycat », la plus courue, fréquentée de la ville. Pour réaliser ce rêve, comme rien ne l’arrête lorsqu’il s’agit de s’enrichir, il décide de voler les impôts du royaume. C’est aussi le plan du gang de Sherwood, composé de Petit Jean et de Marianne (les vrais justiciers) et il sera facile de les doubler.

## Fiche technique
Sauf indication contraire, les informations mentionnées dans cette section peuvent être confirmées par la base de données cinématographiques IMDb,  présente dans la section « Liens externes ».
- Titre original : Robin des bois, la véritable histoire
- Titre québécois :
- Réalisation : Anthony Marciano
- Scénario : Anthony Marciano et Max Boublil
- Direction artistique : Krisztina Szilágyi
- Décors :
- Costumes : Frédéric Tournant (costumes créés par Olivier Bériot)
- Montage :
- Musique :  Yann Macé et Luc Leroy (Trak  Invaders).
- Photographie :
- Son :  Christian Monheim
- Maquilleur : Rita Horvath
- Production :
- Sociétés de production : Adama Pictures, Mars Films, M6 Films, UMedia
- Sociétés de distribution : France : Mars Distribution ; Monde : Indie Sales
- Budget :
- Pays d’origine :  France
- Langue originale : français
- Format : couleur - 2,39:1 - son Dolby numérique
- Genre : comédie parodique
- Durée : 88 minutes
- Dates de sortie : 
  - France : 15 avril 2015[2]

## Distribution
- Max Boublil : Robin des Bois[3]
- Gérard Darmon : le Shérif de Nottingham[3]
- Ary Abittan : Petit Jean
- Patrick Timsit : Alfred
- Malik Bentalha : Frère Tuck
- Géraldine Nakache : Marianne
- Éric et Quentin : Gaston et Firmin
- M. Pokora : Robin des Bois (Caméo)
- Driver : Blanche Neige
- Jaouen Gouévic : Raoul
- Benjamin Blanchy : l'employé de Robin[4]
- Antoine Khorsand : Petit Prince[4]

## Production

### Casting
Ce film marque la première apparition sur grand écran du duo Éric et Quentin du Petit Journal.

### Tournage
Le tournage a débuté en Hongrie le 18 août 2014.

## Réception

### Box office
- Montant brut mondial : 3 251 375 $